# 巴查干县
巴查干县是蒙古国巴彦洪戈尔省下辖的一个县。

## 地理
巴查干县距离首都乌兰巴托市765公里，距离巴彦洪戈尔市127公里。县中心为巴彦赛尔。县域海拔3000米以上，被乌兰阿尔嘎朗特山、哈尔阿尔嘎朗特山、纳林哈尔山、毕勒格山、赫夫赫山、浩尔布山等山脉环绕。从巴彦赛尔驻地北行18公里可抵达本查干湖。此外，境内还有查干河、扎尔嘎朗特河、达兰图如河、查干布尔嘎斯河等水体。

## 历史
1924年行政区划改革时，在车车尔勒格曼达勒乌拉省古庆乌拉旗境内有两个县，其中之一即查干河县，后重组为巴彦洪戈尔省的巴查干县。

## 知名人物
出生于此的名人有：
- 乔吉勒扎布·拉姆苏伦（Чойжилжавын Лхамсүрэн, 1917-1979）— 诗人